# Weingut Franz Keller Schwarzer Adler

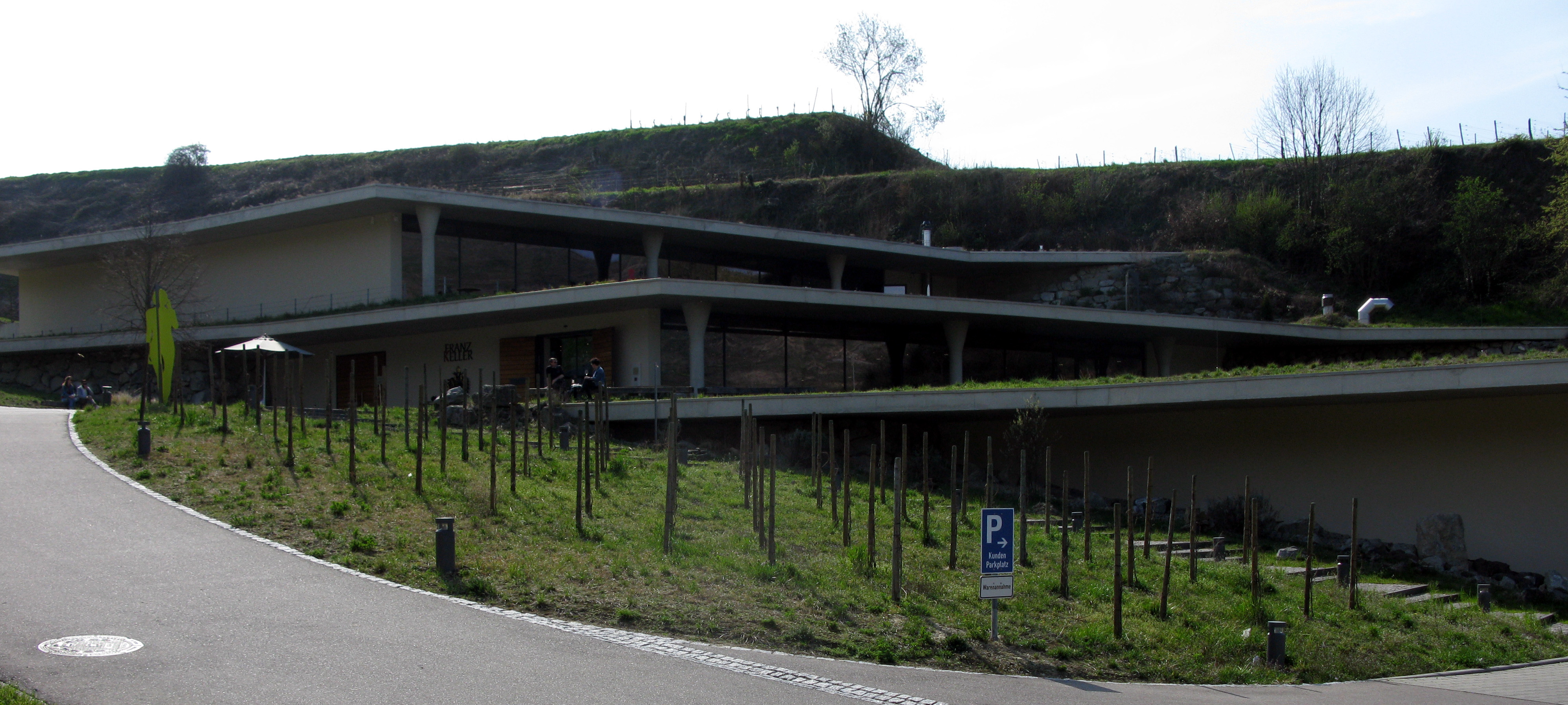
Weingut Franz Keller mit Kellerwirtschaft

Das Weingut Franz Keller liegt im Ort Oberbergen (Vogtsburg im Kaiserstuhl) im deutschen Anbaugebiet Baden.

## Geschichte
Seit 2014 ist das Weingut mit Lagen wie Oberbergener Bassgeige, Achkarrer Schlossberg, Oberrotweiler Kirchberg, Oberrotweiler Eichberg und Jechtinger Enselberg Mitglied im Verband Deutscher Prädikatsweingüter (VDP). Gegründet wurde das Familienunternehmen um die Jahrhundertwende, zwischen 1895 und 1900. 
Heute wird es von der dritten und vierten Generation geführt. Fritz Keller übernahm den Betrieb 1990 von seinem Vater Franz Keller (1927–2007), der als Gegner der großen Flurbereinigung in den 1970ern und 1980ern bekannt wurde und sich als Befürworter des Barrique-Ausbaus sowie für durchgegorene Weine einen Namen machte. Franz Keller setzte sich außerdem für die Ertragsreduzierung in der Weinerzeugung ein. 
Zum Unternehmen gehören das Hotel & Restaurant Schwarzer Adler (seit 1969 mit einem Michelinstern ausgezeichnet), die KellerWirtschaft im Weingut sowie das Winzerhaus „Rebstock“ und der Weinhandel. Neben dem Schwerpunkt des Handels mit klassischen Weinen aus Bordeaux und Burgund sind auch Weine aus weiteren wichtigen Anbaugebieten Europas im Sortiment.
Seit 2016 leitet Friedrich Keller das Weinguts. Ein umweltgerechter, schonender Weinbau mit organischer Düngung, ausschließlich mechanischer Bodenbearbeitung und die Begrünung der Reben zur natürlichen Humusversorgung zählen genauso zu den Grundsätzen der Arbeit im Rebberg wie die Ertragsreduzierung durch Ausdünnen, Grünlese und durch Traubenteilung. Sämtliche Dachflächen sind mit Wiesensaatgut vom nahen Naturschutzgebiet Badberg begrünt. Mit dem Eingraben des Gebäudes in die Erde entstanden optimale klimatische Bedingungen für die Entwicklung und Lagerung der Weine.
Das Hauptaugenmerk liegt auf der Erzeugung Burgunder-Weine. Im Sortiment sind durchgegorene, frische und fruchtige aber auch komplexe, mineralische und gehaltvolle Weine.

## Anbaugebiet/ Boden
Der Kaiserstuhl  ist die wärmste Weinregion Deutschlands. Wenige Kilometer nordwestlich von Freiburg im Breisgau erhebt sich der Kaiserstuhl zwischen Schwarzwald und Vogesen 16 Kilometer lang und bis zu 12,5 Kilometer breit auf einer Höhe von knapp 600 Metern aus der Rheinebene. Entstanden ist das stark abgetragene Mittelgebirge aus einem vor etwa 19-16 Millionen Jahren aktiven Vulkan. Das Vulkanverwitterungsgestein wurde nach der letzten Eiszeit mit einer Lössschicht bedeckt. Unterschiedliche Gesteinsarten und Minerale sowie Löss- und Kalkablagerungen bieten optimale Bedingungen für den Weinanbau.

## Lagen
- Oberbergener Bassgeige
- Oberbergener Bassgeige Kähner
- Oberbergener Pulverbuck
- Oberbergener Bassgeige Leh
- Achkarrer Schlossberg
- Oberrotweiler Eichberg
- Oberrotweiler Kirchberg
- Jechtinger Enselberg

## Sortenspiegel
- Grauburgunder  38%
- Spätburgunder  30%
- Weißburgunder 17%
- Chardonnay  10%
- Sonstige 5%

## Auszeichnungen
- Gault&Millau 2019 – Fritz und Friedrich Keller „Winzer des Jahres“
- Falstaff 2019 – „Kollektion des Jahres“
- Architekturpreis Wein 2016
- Beispielhaftes Bauen Architektenkammer Baden-Württemberg 2015
- Fritz Keller: Weinunternehmer des Jahres – Meininger Verlag 2014
- Fritz Keller: Preis für das Lebenswerk – Falstaff 2013[3]
- Fritz Keller: Brillat Savarin Plakette 2012[4]
- Gault&Millau 2011 – Fritz Keller – „Restaurateur des Jahres“
- Der Feinschmecker „Beste Weinkarte 2010“
- Eichelmann Weingut des Jahres – „Beste Rotweinkollektion“ 2010
- Schlemmeratlas „Weingut des Jahres 2010“